# 제26회 미국 배우 조합상
제26회 미국 배우 조합상은 2019년 뛰어난 활동을 보인 영화 배우를 기리기 위해 2020년 1월에 열린 시상식이다.

## 수상 및 후보

### 영화부문 앙상블상
- 기생충 - 봉준호 수상
- 밤쉘 - 제이 로치
- 아이리시맨 - 마틴 스코세이지
- 조조 래빗 - 타이카 와이티티
- 원스 어폰 어 타임... 인 할리우드 - 쿠엔틴 타란티노

### 영화부문 여우주연상
- 주디 - 르네 젤위거 수상
- 해리엇 - 신시아 에리보
- 결혼 이야기 - 스칼렛 요한슨
- 어스 - 루피타 뇽
- 밤쉘 - 샤를리즈 테론

### 영화부문 남우주연상
- 조커 - 호아킨 피닉스 수상
- 포드 V 페라리 - 크리스찬 베일
- 원스 어폰 어 타임... 인 할리우드 - 레오나르도 디카프리오
- 결혼 이야기 - 아담 드라이버
- 로켓맨 - 태런 에저튼

### 영화부문 여우조연상
- 결혼 이야기 - 로라 던 수상
- 조조 래빗 - 스칼렛 요한슨
- 밤쉘 - 니콜 키드먼
- 허슬러 - 제니퍼 로페즈
- 밤쉘 - 마고 로비

### 영화부문 남우조연상
- 원스 어폰 어 타임... 인 할리우드 - 브래드 피트 수상
- 저스트 머시 - 제이미 폭스
- 어 뷰티풀 데이 인 더 네이버후드 - 톰 행크스
- 아이리시맨 - 알 파치노
- 아이리시맨 - 조 페시

### 영화부문 스턴트 상
- 어벤져스: 엔드게임 수상
- 포드 V 페라리
- 아이리시맨
- 조커
- 원스 어폰 어 타임... 인 할리우드

### TV드라마부문 앙상블연기상
- 더 크라운 수상
- 빅 리틀 라이즈
- 왕좌의 게임
- 핸드메이즈 테일
- 기묘한 이야기

### TV드라마부문연기상(여자)
- 더 모닝 쇼 - 제니퍼 애니스톤 수상
- 더 크라운 - 헬레나 본햄 카터
- 더 크라운 - 올리비아 콜맨
- 킬링 이브 - 조디 코머
- 핸드메이즈 테일 - 엘리자베스 모스

### TV드라마부문연기상(남자)
- 왕좌의 게임 - 피터 딘클리지 수상
- 디스 이즈 어스 - 스털링 K. 브라운
- 더 모닝 쇼 - 스티브 카렐
- 더 모닝 쇼 - 빌리 크루덥
- 기묘한 이야기 - 데이빗 하버

### 코미디부문 앙상블연기상
- 마블러브 미스 메이슬 수상
- 배리
- 플리백
- 코민스키 메소드
- 쉬츠 크릭

### 코미디부문연기상(여자)
- 플리백 - 피비 월러-브리지 수상
- 데드 투 미 - 크리스티나 애플게이트
- 마블러브 미스 메이슬 - 알렉스 볼스타인
- 마블러브 미스 메이슬 - 레이첼 브로스나한
- 쉬츠 크릭 - 캐서린 오하라

### 코미디부문연기상(남자)
- 마블러브 미스 메이슬 - 토니 샬호브 수상
- 코민스키 메소드 - 알란 아킨
- 코민스키 메소드 - 마이클 더글라스
- 배리 - 빌 헤이더
- 플리백 - 앤드류 스캇

### TV영화/미니시리즈부문 연기상(여자)
- 포시/버든 - 미셸 윌리엄스 수상
- 디 액트 - 패트리샤 아퀘트
- 믿을 수 없는 이야기 - 토니 콜렛
- 디 액트 - 조이 킹
- 체르노빌 - 에밀리 왓슨

### TV영화/미니시리즈부문 연기상(남자)
- 포시/버든 - 샘 록웰 수상
- 트루 디텍티브 - 마허샬라 알리
- 라우디스트 보이스 - 러셀 크로우
- 체르노빌 - 자레드 해리스
- 그들이 우리를 바라볼 때 - 자럴 제롬

### TV부문 스턴트 상
- 왕좌의 게임 수상
- 글로우
- 기묘한 이야기
- 워킹 데드
- 왓치맨

### 공로상
- 로버트 드 니로 수상

## 같이 보기
- 제25회 크리틱스 초이스상
- 제40회 골든 래즈베리상
- 제47회 애니상
- 제73회 영국 아카데미 영화상
- 제77회 골든 글로브상
- 제92회 아카데미상